# Kingston Avenue
Kingston Avenue è una fermata della metropolitana di New York situata sulla linea IRT Eastern Parkway. Nel 2019 è stata utilizzata da 1 472 802 passeggeri. È servita dalla linea 3 sempre tranne di notte e dalla linea 4 solo di notte. Durante le ore di punta fermano occasionalmente anche alcune corse delle linee 2, 4 e 5.

## Storia
La stazione fu aperta il 23 agosto 1920.

## Strutture e impianti
La stazione è posta al di sotto di Eastern Parkway e si sviluppa su due livelli, entrambi ospitano una banchina laterale e due binari, uno per i treni locali e uno per quelli espressi. La banchina superiore è servita dai treni in direzione Brooklyn, quella inferiore dai treni in direzione Manhattan. Al centro del livello superiore sono posizionate due scale per il livello inferiore e un gruppo di tornelli con due scale per il piano stradale che portano all'incrocio con Kingston Avenue.

## Interscambi
La stazione è servita da alcune autolinee gestite da NYCT Bus.
- Fermata autobus